# 헤이스택 (MIT 프로젝트)
헤이스택(Haystack)은 개인 정보 관리 및 시맨틱 웹과 관련된 여러 애플리케이션을 연구하고 개발하기 위한 매사추세츠 공과대학교의 프로젝트이다. 이러한 애플리케이션 중 가장 주목할만한 애플리케이션은 연구 개인 정보 관리자(PIM)이자 시맨틱 데스크톱 기술을 기반으로 한 최초의 애플리케이션 중 하나인 헤이스택 클라이언트이다. 헤이스택 클라이언트는 BSD 허가서에 따라 오픈 소스 소프트웨어로 게시된다.
챈들러 PIM과 유사하게 헤이스택 시스템은 다양한 유형의 비정형 정보 처리를 통합한다. 이 정보는 구성 가능한 사람이 읽을 수 있는 방식으로 사용자에게 제공되는 RDF의 공통 표현을 가지고 있다.